# Parco nazionale del Wattenmeer dello Schleswig-Holstein
Il parco nazionale del Wattenmeer dello Schleswig-Holstein (in tedesco: Nationalpark Schleswig-Holsteinisches Wattenmeer) è un parco nazionale situato nello Schleswig-Holstein, in Germania. Si trova nella porzione di Mare del Nord detta Mare dei Wadden, protetta da vari parchi nazionali sia in Germania che nei Paesi Bassi e Danimarca e tutelata come Patrimonio dell'umanità dall'UNESCO.